# 梁凤民
梁凤民（1955年4月—），陕西三原人，中华人民共和国政治人物。中共中央党校函授班毕业。1981年3月加入中国共产党。曾任中共渭南市委书记、市人大常委会主任，延长石油工业集团公司董事长等职。现任政协陕西省第十一届委员会副主席。

## 从政经历
梁凤民是乡村学校教员出身；早年一直在家乡三原县的中、小学教书。1978年，在三原县洪水公社共青团委工作；由此步入仕途。
此后，梁凤民曾长期在咸阳市地方工作；历任三原县共青团委副书记，陵前乡乡长、乡党委书记，中共旬邑县委副书记、县长。1995年6月，调任延安地区行政公署副专员；1996年12月，改任延安市副市长；1998年12月至2000年3月，任陕西省延长石油工业集团公司董事长；2001年3月，任中共延安市委常委、兼副市长。
2003年2月，梁凤民出任陕西省农业厅厅长；2008年2月，改任中共渭南市委书记；2011年1月，在政协陕西省十届四次会议上，被增补为省政协副主席；2013年1月，连任。